# MUSIC PLANET presents Broom Star
『MUSIC PLANET presents Broom Star（ミュージック・プラネット・プレゼンツ・ブルーム・スター）』は、「MUSIC PLANET」の新人歌手オーディションに、応募した人材にクローズアップしたラジオ番組である。
2023年4月から『MUSIC PLANET presents RADIO★PLANET Tokyo（ミュージック・プラネット・プレゼンツ・ラジオ・プラネット・トウキョウ）』に改名された。

## 概要
「“MUSIC PLANET” ボーカルデビューオーディション」に参加者している参加者を毎週2組をスタジオに招待、またはリモートで繋ぎ、1組目と2組目の参加者に「なぜオーディションに参加したのか」など、オーディションの応募の参加の経緯についてケリー隆介が探っていくラジオ番組。
応募した参加者を、このラジオ番組では、Star（スター）と呼ぶ。

## 番組進行
- 「MUSIC PLANET」のオーディションに参加した2組に以下の問いかけを行う。

1. 『アーティスト名』を教えてもらい、『なぜ、このオーディションに参加したのか、“きっかけ（理由・いきさつ）”』を聞く。
2. 曲名について発表してもらい、『作曲・作詞について、曲はどのように作ったのか、どのような気持ちで歌ったのか』を教えてもらう。
3. 参加者の曲目の振りで投稿した歌の音源が流れ、ケリーと共に聞く。
4. 投稿楽曲を聴いた後でケリーが、この曲についての感想を誰に聴いてほしいかを聞き、『これから、どのような活動をするか』を教えてもらう。
5. 最後に、『参加者について詳しく知りたいところは、どう調べればいいか（SNSなど）』を口答で教えてもらう。

- エンディングで、ケリーがそれぞれの参加者の印象や改めて感じた事を、ひとこと言い残す。
- Radikoのタイムフリー機能の告知、スポンサーの呼び込みが読まれて終了。

## MUSIC PLANET　関連番組
AM局
- MUSIC PLANET プレゼンツ 土屋礼央 SOUND RING（ニッポン放送）

FM局
※2023年4月～「RADIO☆PLANET」という番組タイトルを改名＆MUSIC PLANETの新オーディションになるため、愛知エリアでも地域拡大されていた。
- MUSIC PLANET presents Rocket Star（AIR-G） → MUSIC PLANET presents RADIO☆PLANET Hokkaido[5]（2023年4月～）
- MUSIC PLANET Radio Starship　毎週土曜日 23時55分～24時15分（エフエム大阪） → MUSIC PLANET presents RADIO☆PLANET Osaka　毎週土曜日 24時00分(2025年8月より。2025年7月までは23時55分)～24時15分[6]（2023年4月～）
- MUSIC PLANET presents RADIO★PLANET → RADIO☆PLANET Fukuoka[7]（FM FUKUOKA）
- MUSIC PLANET presents RADIO☆PLANET Aichi　日曜日21:30～22:00[8]（FM AICHI）

終了
- あなたにしか唄えない歌がある。～powered by MUSIC PLANET～[9]（LOVE FM）
- MUSIC PLANET presents NORTH PLANET